# Voice of Love
Voice of Love è un album di raccolta della cantante statunitense Diana Ross, pubblicato nel 1996.

## Tracce
1. Touch Me in the Morning – 3:26 (Ron Miller, Michael Masser)
2. You're All I Need to Get By – 3:25 (Nickolas Ashford, Valerie Simpson)
3. Your Love – 4:04 (David Friedman)
4. So Close – 4:13 (Bill Wray, Rob Mounsey, Diana Ross)
5. It's My Turn – 3:58 (Masser, Carole Bayer Sager)
6. You Are Everything (duet with Marvin Gaye) – 3:09 (Thom Bell, Linda Creed)
7. When You Tell Me That You Love Me – 4:13 (Albert Hammond, John Bettis)
8. Forever Young – 4:50 (Bob Dylan)
9. I Am Me – 3:50 (Freddie Gorman, Janie Bradford, Ross)
10. One Shining Moment – 4:45 (Vaneese Thomas)
11. If We Hold on Together – 3:43 (James Horner, Will Jennings)
12. Only Love Can Conquer All – 4:10 (Sally Jo Dakota, Preston Glass, Narada Michael Walden)
13. I'm Still Waiting – 3:43 (Deke Richards)
14. Missing You – 4:16 (Lionel Richie)
15. Gone – 5:16 (Jon-John Robinson)
16. In the Ones You Love – 4:18 (Liz Vidal, Marsha Malamet)
17. You Are Not Alone – 4:16 (R. Kelly)
18. I Hear (The Voice of Love) – 4:32 (Ross, Stan Scates)